# Sergiu Cunescu
Sergiu Cunescu (Bucarest, 16 marzo 1923 – 16 marzo 2005) è stato un politico rumeno, membro del Partito Social Democratico Romeno (PSDR) tra il 1990 e il 2000 e suo presidente, è stato deputato alla Camera dei deputati per tre legislature: 1990-1992, 1992-1996, 1996-2000.

## Biografia

### Origine e studi
Il padre, Stavri, nato in Albania (Cuneska), era un noto giurista socialdemocratico in gioventù. Durante gli anni 1930 era un segretario di stato presso il Ministero del lavoro e degli affari sociali, uno specialista del lavoro. Tra il 1949 e il 1952 fu arrestato per motivi politici. Collaboratore di Constantin Titel Petrescu. Sergiu Cunescu, ingegnere professionista con motori a combustione interna, ha dato numerosi contributi all'industria automobilistica in Romania negli anni 1960 e 1980, collaborando con i prototipi Dacia 1100, 1300, Oltcit.

## Attività politica
Nel gennaio 1990, insieme ad Adrian Dimitriu, ex segretario generale del Partito Social Democratico Indipendente guidato da Costantin Titel Petrescu, Mira Moscovici, Constantin Avramescu, Mircea Iscru Stanescuin, in generale, i veterani del vecchio partito che andarono nell'illegalità dopo le elezioni del 1946, registrarono il nuovo partito PSDR, il partito legittimo e unico del PSDI, il partito storico. Il Partito Social Democratico Indipendente, insieme al PNTCD e al PNL, considerati partiti storici, costituì nel 1990 l'opposizione politica al Fronte di Salvezza Nazionale, l'ex partito comunista.
Sergiu Cunescu è stato presidente del Partito Social Democratico Romeno dal 1990 al 2000, rieletto ai congressi del 1992 e del 1996. È stato deputato al Parlamento della Romania tra il 1990 e il 2000 come capogruppo parlamentare. Nel 2000, il Congresso del partito, che si era fuso con il Partito Socialista guidato da Tudor Mohora, elesse Alexandru Athanasiu come presidente esecutivo, garantendogli il titolo di presidente onorario a Sergiu Cunescu. Ritiratosi dall'incarico nel 2000, in seguito alla fusione per incorporazione del PSDR da parte del Pdsr, fu l'FSN a divenire Partito Social Democratico.
Sergiu Cunescu è riuscito a introdurre il PSDR nell'Internazionale Socialista, prima come partito osservatore, poi in ruolo consultivo nel 1999 come partito a pieno titolo, essendo riconosciuto dalla socialdemocrazia europea come il Partito Social Democratico Rumeno, seguace delle tradizioni social ante beliche. Sergiu Cunescu era un adepto della moderna democrazia socialdemocratica, di un'essenza franco-tedesca, padroneggiando le tesi riformiste di Bad Godesberg che delineavano il movimento europeo di sinistra del marxismo. Ha combattuto per la libertà, l'equità, la solidarietà, posizionandosi in prima linea con Corneliu Coposu nella lotta contro gli ex comunisti. Aveva un atteggiamento inflessibile nei confronti delle parti guidate da Ion Iliescu.
Collaboratori mai importanti per lui erano: Dimitrescu Radu, Constantin Avramescu (fino al 1997), Smaranda Dobrescu Gheorghe Grigorovici, etc.
Sergiu Cunescu morì il 16 marzo 2005, il giorno in cui aveva 82 anni. In ricordo della militanza e dei suoi principi democratici e di solidarietà nella società, nel 2006 Smaranda Dobrescu ha pubblicato il libro: Social Democracy, Illusion and Reality, presso la Casa Editrice Niculescu. È sepolto a fianco alla famiglia nel Cimitero di Bellu ortodosso.